# Estènel (fill de Perseu)
D'acord amb la mitologia grega, Estènel (en grec antic Σθένελος) va ser un rei de Micenes, fill de Perseu i d'Andròmeda.
Les tradicions el suposen casat amb Nicipe, filla de Pèlops o amb Artíbia (o Antíbia), filla d'Amfidamant. Va tenir diversos fills: Euristeu, Ifis, Alcínoe (o Alcíone), i Medusa.